# منصور أباد (مياندوآب)
منصور أباد هي قرية في مقاطعة مياندوآب، إيران. يقدر عدد سكانها بـ 758 نسمة بحسب إحصاء 2016.